# Yūji Ono
Yūji Ono (jap. 小野 裕二 Ono Yūji; ur. 22 grudnia 1992) – japoński piłkarz występujący na pozycji napastnika. Obecnie występuje w Sagan Tosu.

## Kariera klubowa
Od 2010 roku występował w klubach Yokohama F. Marinos, Standard Liège, Sint-Truidense i Sagan Tosu.